# برنارد چمبرز
برنارد چمبرز (انگلیسی: Bernard Chambers; ۱۹۰۳ – ۱۹۳۶) بازیکن فوتبال اهل انگلستان بود.
از باشگاه‌هایی که در آن بازی کرده‌است می‌توان به باشگاه فوتبال ناتینگهام فارست اشاره کرد.